# Мендеш, Джонас
Жонас Ашеведу Мендеш (порт. Jonas Asvedo Mendes; 20 ноября 1989, Бисау) — гвинейский футболист, вратарь греческого клуба «Каламата» и сборной Гвинеи-Бисау.

## Биография

### Клубная карьера
Родился в Бисау и вырос в Кинта да Принцесса, Сейшал. Начал свою профессиональную карьеру в клубе «Амора», где провёл пять лет. Позже его пригласили в «Бейра-Мар». Но в новом клубе на него не рассчитывали. В 2013 году он перешёл в «Атлетико Лиссабон», правда успехов там не сыскал.
В 2014 году Мендеш перешёл в «Вианенсе», но спустя год покинул команду. Большинство времени, проведенного в составе этого португальского клуба, был основным вратарём команды. Являлся вратарём клуба «Визела». Вскоре перешёл в «Салгейруш» в 2016 году. С клубом выступал в Национальном чемпионате Португалии, являясь основным вратарём. В 2017 году сменил «Салгейруш» на клуб «Академику де Визеу». За клуб Мендеш играл 2 года.
В 2019 году покинул Португалию и перешёл в южноафриканский клуб «Блэк Леопардс». 4 августа 2019 года дебютировал за команду в матче против «Полокване Сити», где его команда уступила 0:1. Он покинул клуб два года спустя по истечении контракта, отказавшись от продления.
18 февраля 2022 года Мендеш подписал контракт с греческим клубом «Закинтос».

### Международная карьера
Мендеш сыграл свою первую игру за сборную 16 ноября 2010 года. Являлся основным вратарём сборной Гвинеи-Бисау к отбору на Кубок африканских наций 2017 года, куда его сборная отобралась с первого места в группе с Конго и Замбией, набрав 10 очков. На текущий момент он провёл за сборную 58 матчей и является рекордсменом сборной по этому показателю.
В составе сборной был участником Кубка африканских наций 2017 в Габоне и Кубка африканских наций 2019 в Египте. На обоих турнирах Мендеш сыграл во всех 3-х матчах. Также он был заявлен на Кубок африканских наций 2021 в Камеруне, на котором сыграл лишь в одной игре против Египта.